# Çifteler
Çifteler là một huyện thuộc tỉnh Eskişehir, Thổ Nhĩ Kỳ. Huyện có diện tích 794 km² và dân số thời điểm năm 2007 là 16936 người, mật độ 21 người/km².